# Замок О'Догерті
Замок О'Догерті (англ. O'Doherty Castle) — один із замків Ірландії, розташований в графстві Донегол, на півострові Іншовен. Клан О'Догерті мав в цих місцях кілька замків, від яких нині лишились одні руїни. Всі вони називаються замками О'Догерті.

## Історія замку О'Догерті
Замок О'Догерті був побудований кланом О'Догерті і довгий час належав саме цьому клану. Клан О'Догерті володів землями в Донеголі та на півострові Іншовен зокрема, разом з кланом О'Доннелл. Вожді клану О'Догерті багато століть жили саме в цих місцях — як мінімум з XIV століття. Один із найвідоміших вождів клану О'Догерті — Шон Мор О'Догерті. В часи короля Англії Генріха VIII — у 1541 році був відомим лицарем, і є записи, які свідчать про право власності на замок та землі. Шон Мор О'Догерті пізніше був відомий як Джон Ог О'Догерті. Він помер у 1601 році. Його сином був сер Кагір О'Догерті.

## Замок Буркрана
Цей замок має квадратний план, побудований з дикого каменю, нині закинутий. Руїни знаходяться в місцевості Талліарван. Є версія, що він був побудований норманами, але цей замок ніде не згадується до XVII століття.
Перша згадка про замок Буркрана датується 1601 роком, коли Коннор Мак Гаррет О'Догерті жив там. Тоді існували фортечні мури навколо замку. Коли сер Генрі Доквра захопив Деррі в 1600 році, він навіть не згадав про замок Буркрана. У 1602 році Х'ю Бой О'Догерті зміцнює свої замки, які потім у 1608 році їх використав сер Кагір О'Догерті під час війни з метою захопити форт Калмор та Деррі.
В одній з книг Гаррі Свана є фотографії колекції мечів та кинджалів, що знайдені в Кіп. Вважається, що вони належали серу Кагіру О'Догерті.
Після того як Фінола О'Догерті залишив замок у 1614 році, замок і земля навколо нього були передані родині Воган, що орендувала ці землі в сера Артура Чічестера, і володіла ними до 1718 року, коли вони збудували собі новий замок.
Нині руїни цього замку охороняються державою.

## Замок Берт
Цей прекрасний кам'яний замок датується XVI століттям. Існують історичні документи щодо землі Градж, що говорять про володіння цими землями сером Джоном О'Догерті в 1587 році. У наступному — 1588 році іспанська «Непереможна Армада» була розбита біля берегів Британських островів. Річард та Генрі Говенден тримали оборону в замку Берт, щоб не допустити вторгнення іспанців у цих краях.
Руїни замку Берт стоять на вершині скелі і дуже живописні. Збереглися руїни двох веж. Багато старих вікон та каменів були в свій час вкрадені і використані для будівництва. Навколо замку колись був широкий сухий рів, який був потім засипаний місцевим землевласником. Існує малюнок замку 1601 року, на якому є рів, заповнений водою, але неможливо, враховуючи, що замок стоїть на вершині скелі. Письмовий опис замку також датується 1601 роком.
У 1600 році сер Генрі Доквра висадився в Калморі, захопив Деррі своїми збройними силами. У наступному році він захопив замки сера Кагіра О'Догерті та його сина — сера Джона О'Догерті і тримав контроль над ним до 1602 року. До 1607 року сер Кагір атакував його з метою повернути собі замки та землі.
Довгий час замок був закинутий, у 1833 році землі і замок отримав у власність Чарльз Чічестер.
У 1802 і 1810 році капітан сер Вільям Сміт зробив дуже хороші ескізи замку з різних сторін, і він описав його як «Іспанський Кіп» У 1833 році гравюра цього старого зруйнованого замку з'явився в журналі «Дублін Пенні Джорнал». Наприкінці ХІХ століття були опубліковані вірші присвячені цьому замку.
Руїни замку сьогодні дуже пошкоджені вітром і водою.

## Замок Калмор-форт
Цей замок знаходиться в місцевості Калмор, що на північ від міста Деррі. Замок охороняв вхід в річку Фойл та озеро Лох-Фойл. Імовірно, що він був побудований у 1555 році і був закинутий у 1567 році. У 1600 році замок був захоплений вождем Фелемі Огом О'Догерті. Потім він був захоплений Генрі Докрва у тому ж році. У 1608 році сер Кагір О'Догерті повстав проти англійського ставленика сера Джорджа Павлетта — губернатора Деррі, і знову захопив замок, розграбував місто Деррі. Замок Калмор-форт потім знову був захоплений Англією. Потім замок був закинутий і перетворився в руїни. Нині руїни охороняє держава.

## Замок Елах
Старий замок Елах стоїть на високій скелі біля Бункрана-роуд, біля Деррі. Довгий час він був резиденцією вождів клану О'Догерті. Стоїть на землі Еламор. «Літопис Чотирьох Майстрів» згадує про володіння цими землями кланом О'Догерті з давніх-давен. Існує запис про групу іспанських біженців з розбитих кораблів «Непереможної Армади», що були захоплені недалеко від замку Елах Річардом та Генрі Говенденами, що в той час тримали оборону в замку Берт. Їх листи, звернені до лорда Деррі, описують цю подію і датуються вереснем 1588 року. Вони згадують про те, що замок Елах належав серові Джону О'Догерті.
Коли сер Генрі Доквра висадився в Калморі в 1600 році, він послав війська, щоб захопити замок Елах. Ці землі були пізніше повернені сером Кагіром О'Догерті після смерті свого батька сера Джона О'Догерті.
Сьогодні замок Елах знаходиться в повних руїнах, мало що зберіглося.